# Alice Lon
Alice Lon Wyche (23 de noviembre de 1926 – 24 de abril de 1981), conocida como Alice Lon, fue una cantante y bailarina estadounidense en The Lawrence Welk Show durante sus primeros años en las cadenas de televisión.

## Primeros años
Alice Lon Wyche nació el 23 de noviembre de 1926 en Cooper, Texas. A los 6 años, ya tomaba clases de piano, canto y baile. A los 10 años, se presentó como cantante y ganaba 20 dólares a la semana en su propio programa de radio en Henderson, Texas. En su adolescencia, viajó por todo Texas actuando en diversos locales. Asistió al Kilgore College en Texas y fue miembro del equipo de baile Rangerettes de la escuela.

## Biografía
Durante la era de las big bands y los años posteriores, todas las vocalistas femeninas de Lawrence Welk recibían el apodo de "The Champagne Lady". Lon asumió el título en 1955, durante la primera temporada del programa de televisión. Su voz de contralto adornó el programa de Welk semanalmente hasta 1959, cuando abandonó el programa por cuestiones musicales y económicas, aunque se extendió la leyenda popular de que fue despedida por mostrar demasiado las piernas y por cruzar los pies sobre el escritorio de Welk, algo que a él no le gustaba. Los espectadores echaban de menos a la popular Alice Lon, y Welk recibió muchos mensajes en el buzón de la American Broadcasting Company exigiendo que la volviera a contratar. Welk intentó traerla de vuelta, pero ella se negó y finalmente fue sustituida en 1960 por Norma Zimmer. Lawrence y Lon acabaron reconciliándose personalmente, pero nunca volvieron a trabajar juntos profesionalmente.
En el programa de Welk, Lon era conocida por llevar faldas especialmente amplias con coloridos tontillos diseñados por su madre, Lois Wyche, según contó a TV Guide. En el artículo daba instrucciones para que los espectadores pudieran confeccionar sus propias enaguas.
Grabó un álbum para Coral Records titulado It's Alice con la orquesta dirigida por George Cates, supervisor musical del programa de Welk. Las notas del disco dicen lo siguiente: "Miss Lon, presentada por primera vez por Welk como "Alice from Dallas", comenzó a cantar, bailar y tocar el piano a los seis años. A los diez, la precoz joven cantante ya aparecía en su propio programa de radio patrocinado.[cita requerida]
En su adolescencia comenzó a hacer giras por su Texas natal actuando en teatros, hospitales de veteranos y campamentos militares hasta que firmó con Interstate Theaters en Dallas. Además de actuar en el circuito de Interstate, también protagonizó su programa de radio semanal, "Showtime", que se emitía desde el Palace Theater de Dallas. Mientras estaba de gira con Interstate, fue invitada a participar en el famoso programa de radio de Don McNeill, The Breakfast Club, en Chicago, una actuación que sería la primera de muchas otras en radio y televisión en esa zona.[cita requerida]

## Familia
Lon estuvo casada con Bob Waterman, con quien tuvo tres hijos, Bobby, Clint y Larry. Tras divorciarse de Waterman, se casó con George Bowling. La noche del 13 de junio de 1955, Lon y su familia fueron víctimas de un violento robo en su casa de North Hollywood, California.[cita requerida]

## Muerte
Falleció el 24 de abril de 1981 en el Baylor University Medical Center at Dallas. La causa de la muerte fue la esclerodermia, una enfermedad autoinmune. (enlace roto disponible en Internet Archive; véase el historial, la primera versión y la última).